# Nkem Akaraiwe
Nkem Akaraiwe (Okwe, 22 dicembre 1996) è una cestista nigeriana.

## Carriera
Con la Nigeria ha disputato i Campionati mondiali del 2018.